# Arrigo Baldonasco
Arrigo Baldonasco (Firenze, ... – XIII secolo) è stato un poeta italiano.

## Biografia
Fiorentino, o secondo alcuni studiosi pisano o comunque della Toscana occidentale, sono scarsissime le notizie biografiche su Arrigo Baldonasco. Questo è quello che si ricava dalla Raccolta di rime antiche toscane scritta da Pietro Notarbartolo, duca di Villarosa nel 1817:

## Opere
L'edizione più autorevole dell'opera di Baldonasco fu inserita da Panvini nel secondo volume della silloge La scuola poetica siciliana (1958) tra le "canzoni dei rimatori non siciliani". Di quest'autore si conservano due canzoni:
- Ben è rason che la troppo argoglianza
- Lo fino amor piacente

Il floruit posto nel 1250 non è privo di un'importante connotazione storico-letteraria, infatti un altro storico della letteratura, Francesco Trucchi argomenta come la fine della dinastia sveva in Sicilia costituisca uno spartiacque anche in termini letterari distinguendo gli autori della nascente letteratura in lingua volgare tra trovatori ancora imbevuti di emulazione provenzale, e poeti, aperti a nuove sperimentazioni linguistiche e tematiche:
(Poesie italiane inedite di dugento autori dalle origini della lingua infino al secolo decimosettimo, pp. xcv-xcvi)
Arrigo Baldonasco ricade dunque tra gli ultimi esponenti di quella scuola poetica che in Toscana riprendeva con ossequio la poetica della scuola siciliana, evidenziandone nel contempo l'imminente esaurimento.